# ميلينجن آن ده راين
ميلينجن آن ده راين (نطق هولندي: [ˈmɪlɪŋə(n) a:n də ˈrɛin]  ( أنصت)) هي بلدية وبلدة سابقة شرقي هولندا. منذ 2015 أصبحت جزءاً من خروسبيك.

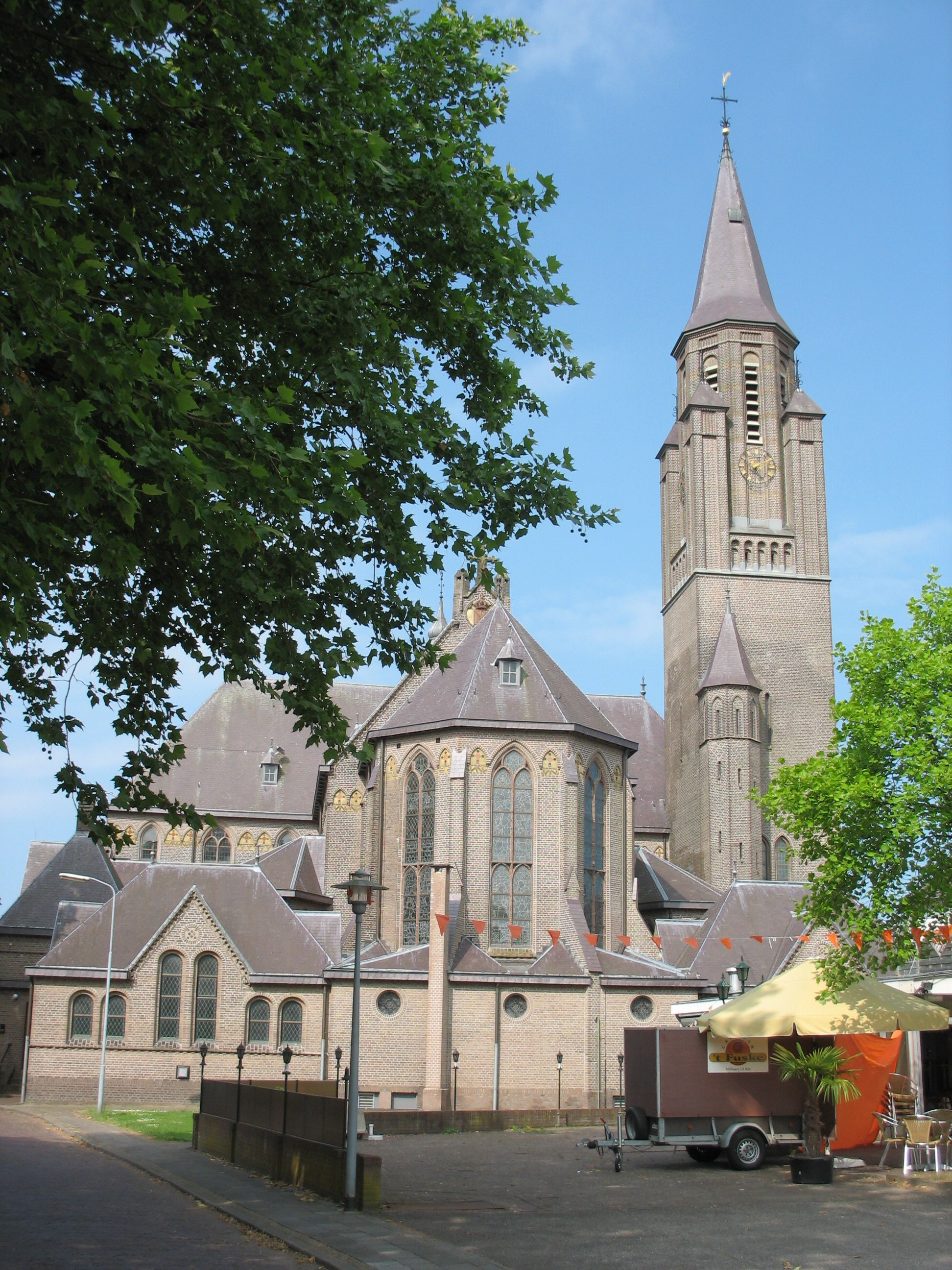
كنيسة سينت أنتونيوس